# Lijst van ministers van Buitenlandse Zaken van de Geconfedereerde Staten van Amerika
De Minister van Buitenlandse Zaken van de Geconfedereerde Staten van Amerika (Engels: Secretary of State of the Confederate States of America), was van 1861 tot 1865 hoofd van het departement van Buitenlandse Zaken van de Geconfedereerde Staten van Amerika (CSA). Er waren in totaal drie personen die het ambt van minister van Buitenlandse Zaken bekleedden. In mei 1865, na de militaire nederlaag van de CSA tegen de Verenigde Staten verdween met de CSA ook het ambt van minister van Buitenlandse Zaken.
| Nr.   | Minister van Buitenlandse Zaken Secretary of State | Minister van Buitenlandse Zaken Secretary of State | Minister van Buitenlandse Zaken Secretary of State | Ambtstermijn     | Ambtstermijn     | Partij(en) | President                   | Kabinet |
| ----- | -------------------------------------------------- | -------------------------------------------------- | -------------------------------------------------- | ---------------- | ---------------- | ---------- | --------------------------- | ------- |
| 1     |                                                    | Robert Toombs                                      | Brigadier General Robert Toombs (1810–1885)        | 25 februari 1861 | 25 juli 1861     | D          | Jefferson Davis (1861–1865) | Davis   |
| 2     |                                                    | Robert Mercer Taliaferro Hunter                    | Robert Mercer Taliaferro Hunter (1809–1887)        | 25 juli 1861     | 18 februari 1862 | D          | Jefferson Davis (1861–1865) | Davis   |
| [ 3 ] |                                                    | William Browne                                     | Colonel William Browne (1823–1883)                 | 18 februari 1862 | 18 maart 1862    | D          | Jefferson Davis (1861–1865) | Davis   |
| 3     |                                                    | Judah Benjamin                                     | Judah Benjamin (1811–1884)                         | 18 maart 1862    | 10 mei 1865      | D          | Jefferson Davis (1861–1865) | Davis   |